# Де-Мойн (округ)
Де-Мойн (англ. Des Moines County) — округ в США, штате Айова. На 2000 год численность населения составляла 42 351 человек. По оценке бюро переписи населения США в 2009 году население округа составляло 41 058 человек. Окружным центром является город Берлингтон.

## История
Округ Де-Мойн был сформирован 6 сентября 1834 года.

## География
Согласно данным Бюро переписи населения США площадь округа Де-Мойн составляет 1077 км².

### Основные шоссе
- Шоссе 34
- Шоссе 61

### Соседние округа
- Луиза  (север)
- Ханкок, Иллинойс  (юго-восток)
- Хендерсон, Иллинойс  (восток)
- Ли  (юг)
- Генри  (запад)

## Демография
По данным переписи населения 2000 года в округе проживало 42 351 жителей. Среди них 23,1 % составляли дети до 18 лет, 17,4 % люди возрастом более 65 лет. 51,4 % населения составляли женщины.
Национальный состав был следующим: 92,9 % белых, 4,4 % афроамериканцев, 0,3 % представителей коренных народов, 0,9 % азиатов, 2,6 % латиноамериканцев. 1,5 % населения являлись представителями двух или более рас.
Средний доход на душу населения в округе составлял $19701. 14,7 % населения имело доход ниже прожиточного минимума. Средний доход на домохозяйство составлял $43489.
Также 85,8 % взрослого населения имело законченное среднее образование, а 16,0 % имело высшее образование.